# Viking Fotballklubb 1993
Questa pagina raccoglie i dati riguardanti il Viking Fotballklubb nelle competizioni ufficiali della stagione 1993.

## Stagione
Il Viking chiuse la stagione al quarto posto finale. L'avventura in Coppa di Norvegia si concluse invece al quarto turno, con l'eliminazione da parte del Brann. I calciatori più utilizzati in stagione furono Ulf Karlsen, Thomas Myhre, Egil Østenstad ed Egil Ulfstein, con 27 presenze (22 in campionato, 5 nella coppa nazionale). Il miglior marcatore fu Egil Østenstad, con 13 reti (di cui 10 in campionato).

## Rosa
| N. |                     | Ruolo | Calciatore          |
| -- | ------------------- | ----- | ------------------- |
|    | Norvegia (bandiera) | P     | Vidar Geitle        |
|    | Norvegia (bandiera) | P     | Thomas Myhre        |
|    | Norvegia (bandiera) | D     | Ingve Bøe           |
|    | Norvegia (bandiera) | D     | Kent Christiansen   |
|    | Norvegia (bandiera) | D     | Ulf Karlsen         |
|    | Norvegia (bandiera) | D     | Stian Larsen        |
|    | Norvegia (bandiera) | D     | Øyvind Mellemstrand |
|    | Norvegia (bandiera) | D     | Roger Nilsen        |
|    | Norvegia (bandiera) | D     | Endre Tangen        |
|    | Norvegia (bandiera) | D     | Egil Ulfstein       |
|    | Norvegia (bandiera) | C     | Gunnar Aase         |

| N. |                     | Ruolo | Calciatore      |
| -- | ------------------- | ----- | --------------- |
|    | Norvegia (bandiera) | C     | Rune Gjerde     |
|    | Norvegia (bandiera) | C     | Geir Hasund     |
|    | Norvegia (bandiera) | C     | Bjørn Johansen  |
|    | Norvegia (bandiera) | C     | Børre Meinseth  |
|    | Norvegia (bandiera) | C     | Erik Pedersen   |
|    | Norvegia (bandiera) | C     | Børge Rannestad |
|    | Norvegia (bandiera) | C     | Sander Solberg  |
|    | Norvegia (bandiera) | C     | Kenneth Storvik |
|    | Norvegia (bandiera) | A     | Egil Fjetland   |
|    | Norvegia (bandiera) | A     | Egil Østenstad  |
|    | Norvegia (bandiera) | A     | Alf Kåre Tveit  |

## Calciomercato

### Sessione invernale
| Acquisti | Acquisti       | Acquisti | Acquisti   |
| R.       | Nome           | da       | Modalità   |
| -------- | -------------- | -------- | ---------- |
| P        | Thomas Myhre   | Moss     | definitivo |
| D        | Egil Ulfstein  | Hødd     | definitivo |
| C        | Geir Hasund    | Hødd     | definitivo |
| C        | Bjørn Johansen | Tromsø   | definitivo |

| Cessioni | Cessioni               | Cessioni | Cessioni   |
| R.       | Nome                   | a        | Modalità   |
| -------- | ---------------------- | -------- | ---------- |
| P        | Lars Gaute Bø          |          | svincolato |
| D        | Leif Rune Salte        | Bryne    | definitivo |
| D        | Roger Nilsen           | Colonia  | prestito   |
| C        | Asle Andersen          | Bryne    | definitivo |
| C        | Colin Pritchard Davies |          | svincolato |
| C        | Gaute Johannessen      |          | svincolato |
| A        | Mike McCabe            |          | svincolato |

### Sessione estiva
| Acquisti | Acquisti     | Acquisti | Acquisti      |
| R.       | Nome         | da       | Modalità      |
| -------- | ------------ | -------- | ------------- |
| D        | Roger Nilsen | Colonia  | fine prestito |

| Cessioni | Cessioni | Cessioni | Cessioni |
| R.       | Nome     | a        | Modalità |
| -------- | -------- | -------- | -------- |

## Risultati

### Eliteserien

#### Girone di andata
| Arbitro: | Hauge (Bergen) |

|             |           |  |
| Karlsen 41’ | Marcatori |  |

| Arbitro: | Larsgård |

|              |           |  |
| Levernes 42’ | Marcatori |  |

| Arbitro: | Haugstad |

|                          |           |          |
| Ulfstein 4’ Pedersen 18’ | Marcatori | 81’ Moen |

| Arbitro: | Ditlefsen |

|                                |           |               |
| P. Ludvigsen 51’ Helgeland 86’ | Marcatori | 44’ Østenstad |

| Arbitro: | Hollung |

|                                                                       |           |             |
| Østenstad 37’, 51’, 88’ Pedersen 49’ Storvik 81’ Solberg 83’ Aase 87’ | Marcatori | 21’ Belsvik |

| Arbitro: | Singsaas |

|                          |           |                         |
| Strand 28’, 86’ Rudi 65’ | Marcatori | 57’ Østenstad 72’ Tveit |

| Arbitro: | Larsgård |

|                                   |           |             |
| Pedersen 7’ Johansen 54’ Aase 75’ | Marcatori | 89’ Johnsen |

| Arbitro: | Kjensli (Oslo) |

|  |           |              |
|  | Marcatori | 27’ Meinseth |

| Arbitro: | Singsaas |

|  |           |                            |
|  | Marcatori | 43’ Ulfstein 70’ Østenstad |

| Arbitro: | Aass |

|                            |           |  |
| Pedersen 72’ Østenstad 88’ | Marcatori |  |

| Arbitro: | Hauge (Bergen) |

|                 |           |               |
| Skammelsrud 54’ | Marcatori | 65’ Rannestad |

#### Girone di ritorno
| Arbitro: | Halle |

|                                        |           |  |
| Mjelde 7’ Gulbrandsen 60’ Karlsson 65’ | Marcatori |  |

| Arbitro: | Kjensli (Oslo) |

|                        |           |                                   |
| Aase 14’ Østenstad 38’ | Marcatori | 25’ Riisnæs 28’ Basma 87’ Frigård |

| Arbitro: | Johannessen |

|                            |           |               |
| Andreassen 46’ ? ?’ (aut.) | Marcatori | 16’ Østenstad |

| Arbitro: | Thorp |

|              |           |  |
| Meinseth 49’ | Marcatori |  |

| Arbitro: | Kjelbrott |

|                                |           |                                          |
| Skogheim 2’, 90’ Solbakken 20’ | Marcatori | 12’ Meinseth 50’ Østenstad 87’ Rannestad |

| Arbitro: | Larsgård |

|              |           |  |
| Ulfstein 62’ | Marcatori |  |

| Arbitro: | Kjensli (Oslo) |

|                                             |           |              |
| R. Berg 13’, 38’ Staurvik 19’ Brattbakk 90’ | Marcatori | 80’ Pedersen |

| Arbitro: | Hollung |

|             |           |  |
| Storvik 48’ | Marcatori |  |

| Arbitro: | Kjensli (Oslo) |

|              |           |  |
| Pedersen 47’ | Marcatori |  |

| Arbitro: | Haugstad |

|                         |           |                              |
| Michelsen 10’ Kolle 68’ | Marcatori | 11’, 38’ Hasund 52’ Ulfstein |

| Arbitro: | Halle |

|                 |           |  |
| Hasund 14’, 34’ | Marcatori |  |

### Coppa di Norvegia
|  | Ålgård | 0 – 4 | Viking |  |

|  | Viking | 2 – 1 | Ulf-Sandnes |  |

|  | Hana | 0 – 2 | Viking |  |

|  | Viking | 2 – 2 (d.t.s.) | Brann |  |

|  | Brann | 1 – 0 | Viking |  |

## Statistiche

### Statistiche di squadra
| Competizione      | Punti | In casa | In casa | In casa | In casa | In casa | In casa | In trasferta | In trasferta | In trasferta | In trasferta | In trasferta | In trasferta | Totale | Totale | Totale | Totale | Totale | Totale | DR  |
| Competizione      | Punti | G       | V       | N       | P       | Gf      | Gs      | G            | V            | N            | P            | Gf           | Gs           | G      | V      | N      | P      | Gf     | Gs     | DR  |
| ----------------- | ----- | ------- | ------- | ------- | ------- | ------- | ------- | ------------ | ------------ | ------------ | ------------ | ------------ | ------------ | ------ | ------ | ------ | ------ | ------ | ------ | --- |
| Eliteserien       | 21    | 11      | 10      | 0       | 1       | 23      | 6       | 11           | 3            | 2            | 6            | 15           | 21           | 22     | 13     | 2      | 7      | 38     | 27     | +11 |
| Coppa di Norvegia | -     | 2       | 1       | 1       | 0       | 4       | 3       | 3            | 2            | 0            | 1            | 6            | 1            | 5      | 3      | 1      | 1      | 10     | 4      | +6  |
| Totale            | -     | 13      | 11      | 1       | 1       | 27      | 9       | 14           | 5            | 2            | 7            | 21           | 22           | 27     | 16     | 3      | 8      | 48     | 31     | +17 |

### Statistiche dei giocatori
| Giocatore       | Eliteserien | Eliteserien | Coppa di Norvegia | Coppa di Norvegia | Totale   | Totale |
| Giocatore       | Presenze    | Reti        | Presenze          | Reti              | Presenze | Reti   |
| --------------- | ----------- | ----------- | ----------------- | ----------------- | -------- | ------ |
| G. Aase         | 14          | 0           | 4                 | 0                 | 18       | 0      |
| I. Bøe          | 19          | 0           | 5                 | 0                 | 24       | 0      |
| K. Christiansen | 0           | 0           | 1                 | 0                 | 1        | 0      |
| E. Fjetland     | 0           | 0           | 0                 | 0                 | 0        | 0      |
| V. Geitle       | 0           | 0           | 0                 | 0                 | 0        | 0      |
| R. Gjerde       | 1           | 0           | 0                 | 0                 | 1        | 0      |
| G. Hasund       | 14          | 4           | 4                 | 2                 | 18       | 6      |
| B. Johansen     | 20          | 0           | 5                 | 0                 | 25       | 0      |
| U. Karlsen      | 22          | 0           | 5                 | 0                 | 27       | 0      |
| S. Larsen       | 2           | 0           | 1                 | 0                 | 3        | 0      |
| B. Meinseth     | 21          | 0           | 5                 | 0                 | 26       | 0      |
| Ø. Mellemstrand | 17          | 0           | 3                 | 0                 | 20       | 0      |
| T. Myhre        | 22          | 0           | 5                 | 0                 | 27       | 0      |
| R. Nilsen       | 10          | 0           | 1                 | 0                 | 11       | 0      |
| E. Østenstad    | 22          | 10          | 5                 | 3                 | 27       | 13     |
| E. Pedersen     | 22          | 0           | 4                 | 0                 | 26       | 0      |
| B. Rannestad    | 8           | 0           | 2                 | 0                 | 10       | 0      |
| S. Solberg      | 19          | 1           | 4                 | 0                 | 23       | 1      |
| K. Storvik      | 20          | 0           | 4                 | 0                 | 24       | 0      |
| E. Tangen       | 2           | 0           | 0                 | 0                 | 2        | 0      |
| A. Tveit        | 6           | 0           | 1                 | 0                 | 7        | 0      |
| E. Ulfstein     | 22          | 0           | 5                 | 0                 | 27       | 0      |